# Clytomelegena
Clytomelegena is een kevergeslacht uit de familie van de boktorren (Cerambycidae). De wetenschappelijke naam van het geslacht werd voor het eerst geldig gepubliceerd in 1928 door Pic.

## Soorten
Clytomelegena omvat de volgende soorten:
- Clytomelegena kabakovi (Murzin, 1988)
- Clytomelegena postaurata Pic, 1928